# Petit Satan

Bandera d'Israel, un país d'Orient Pròxim, que ha estat anomenat: "Petit Satan".

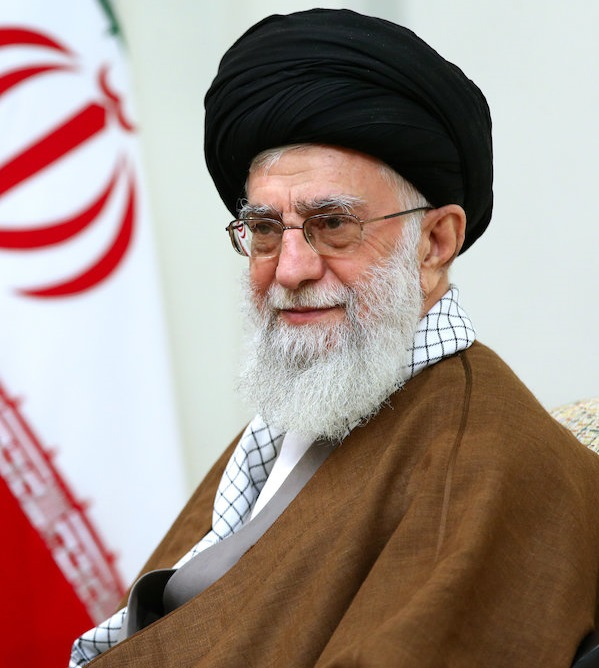
Aiatol·là Ali Khamenei, el Líder suprem de l'Iran.

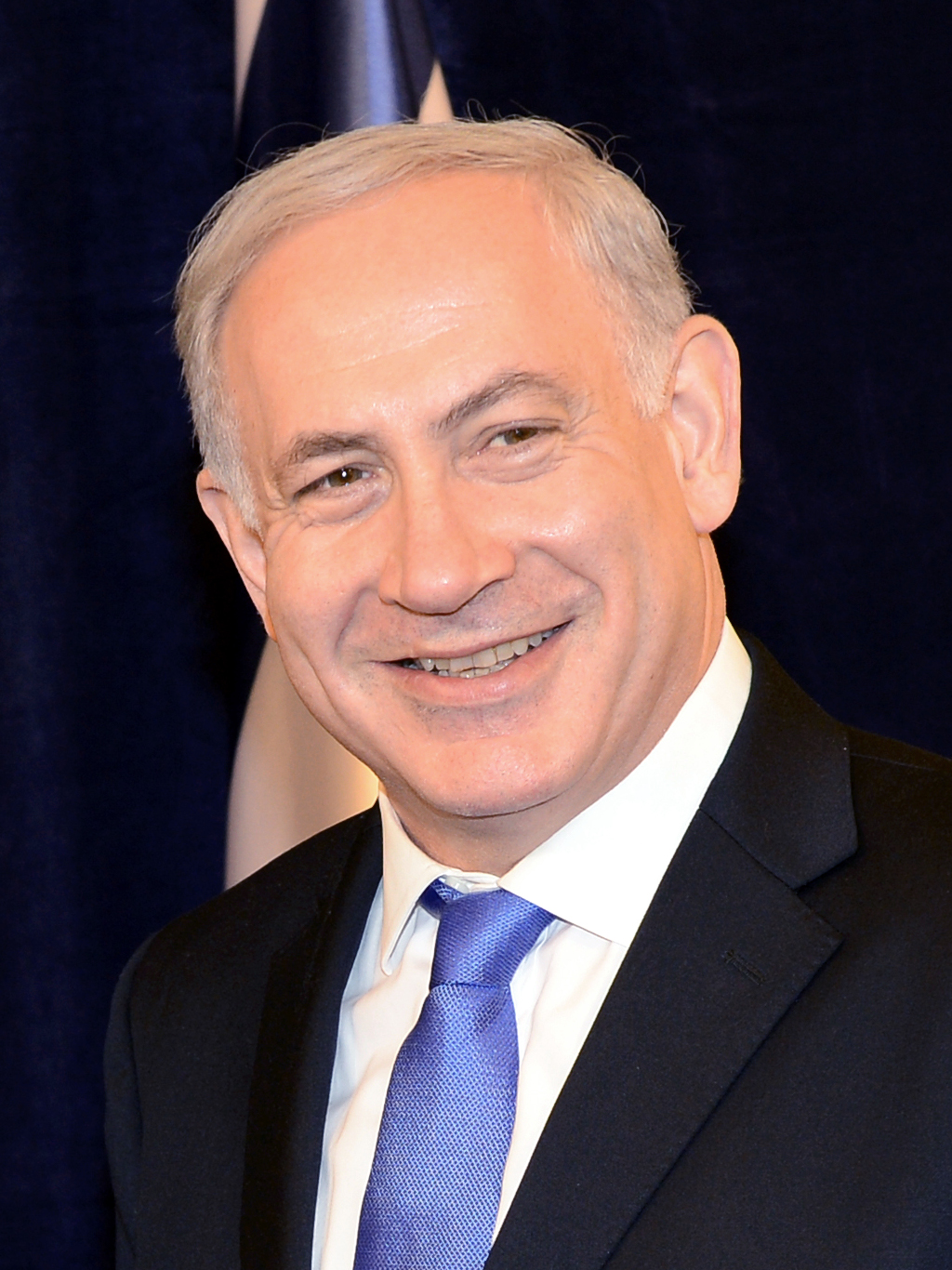
Binyamín Netanyahu, Primer ministre d'Israel.

Petit Satan (en persa: شیطان کوچک) (en anglès: The Little Satan) (en hebreu: השטן הקטן), és un nom usat pels aiatol·làs iranians, per anomenar l'estat sionista d'Israel.

## Ús històric

### Ruhol·lah Khomeini
Segons algunes fonts, l'aiatol·là Ruhol·lah Khomeini, el líder suprem de la revolució iraniana, va utilitzar aquesta paraula amb el seu significat actual.

### Muamar el Gadafi
Segons altres fonts, com el diari escocès The Herald, va ser el coronel Muamar el Gadafi, el primer a fer servir aquesta paraula per referir-se a l'entitat sionista d'Israel.

### Binyamín Netanyahu
El primer ministre d'Israel, Binyamín Netanyahu, va utilitzar aquesta frase referint-se a la retòrica del règim iranià, durant una visita als Estats Units i va dir:
Per a ells, nosaltres som vostès i vostès són nosaltres, i sap alguna cosa senyor president? Almenys en aquest punt, crec que ells tenen raó, nosaltres som vostès i vostès són nosaltres, estem junts, Israel i Amèrica estan junts.
En una altra ocasió, Netanyahu va declarar:
Pels mul·làs que governen l'Iran, Israel és el Petit Satan, i Amèrica és el Gran Satan.

## Ús contemporani
Aquest nom és utilitzat sovint pels militants islamistes per reclutar terroristes, i pels predicadors xiïtes per propagar l'odi contra Israel. El terme també apareix sovint en la propaganda del règim iranià.
En el pas fronterer de Fàtima, proper a Israel, hi ha dos pilars usats com un símbol per dur a terme la lapidació simbòlica del Petit Satan (Estat d'Israel) i del Gran Satan (Estats Units). El poble libanès, duent a terme aquesta acció, no ha de llançar pedres directament contra els soldats israelians.
El partit polític, i milícia xiïta Hezbol·là, té la mateixa ideologia política i religiosa que el seu gran aliat, la República Islàmica de l'Iran, i anomena «Petit Satan» l'estat sionista d'Israel.

## Anàlisi
Segons els escrits del jueu Zeev Maghen, en el diari The Wall Street Journal, cal diferenciar l'actitud del govern islàmic de l'Iran cap al «Gran Satan» i el «Petit Satan», ja que mentre que alguns manifestants clamen lemes com «mort a Amèrica» i «mort a Israel», els ayatoles iranians saben que tàcticament han de derrotar primer als Estats Units.
En un discurs davant de la Cambra de Representants dels Estats Units, el primer ministre israelià Binyamin Netanyahu, va dir que els «soldats de l'islamisme militant» anomenen a Israel el «Petit Satan», per diferenciar-lo clarament del país que sempre ha estat i serà conegut com el «Gran Satan» (Estats Units d'Amèrica).